# Oissel
Oissel település Franciaországban, Seine-Maritime megyében. Lakosainak száma 12 287 fő (2022. január 1.). Oissel Cléon, Gouy, Grand-Couronne, Orival, Petit-Couronne, Saint-Étienne-du-Rouvray és Tourville-la-Rivière községekkel határos.

## Népesség
A település népességének változása:
| Lakosok száma | 11 505 | 11 355 | 11 745 | 11 895 | 12 102 | 12 241 | 12 266 | 12 367 | 12 287 |
|               | 2013   | 2015   | 2016   | 2017   | 2018   | 2019   | 2020   | 2021   | 2022   |